# Étrépagny

Étrépagny este o comună în departamentul Eure, Franța. În 1 ianuarie 2022 avea o populație de 3.677 de locuitori.

## Personalități născute aici
- Louis Anquetin (1861 - 1932), pictor.